# Las Pintitas
Las Pintitas es una ciudad mexicana situada en el estado de Jalisco, dentro del municipio de El Salto. Forma parte de la zona metropolitana de Guadalajara.

## Geografía
La ciudad de Las Pintitas se localiza en el noroeste del municipio de El Salto, en el centro de Jalisco. Tiene límites con los municipios de San Pedro Tlaquepaque y Tlajomulco de Zúñiga; y con las localidades de Las Pintas y El Quince, ambas del mismo municipio.
La ciudad se encuentra a una altura media de 1541 m s. n. m. y abarca un área de 8.90 km².
Se encuentra dentro de una llanura; en la ciudad predomina el clima semicálido subhúmedo, con lluvias en verano.

## Demografía
De acuerdo con el censo realizado en 2020 por el Instituto Nacional de Estadística y Geografía (INEGI), en Las Pintitas había un total de 29 445 habitantes, de los que 14 880 eran hombres y 14 565 eran mujeres. Tiene una densidad poblacional de 3308 personas por km².

### Viviendas
En el censo de 2020 había un total de 9717 viviendas, de las que 7324 estaban habitadas. De dichas viviendas habitadas: 7057 tenían piso de material diferente de tierra; 7297 disponían de energía eléctrica; 7258 disponían de inodoro y/o sanitario; y 7268 disponían de drenaje.
El número promedio de ocupantes por vivienda es de 4; mientras que el promedio de ocupantes por habitación es de 1.08 personas.

### Evolución demográfica
Durante el periodo 2010-2020 la ciudad tuvo un crecimiento poblacional del 1.1 % anual, respecto a los 26 500 habitantes que había en el censo de 2010.
| Gráfica de evolución demográfica de Las Pintitas entre 1960 y 2020 |
|                                                                    |
| Fuente: Instituto Nacional de Estadística y Geografía.             |